# إردك
إردك هي بلدة وقضاء في بالق أسير بمنطقة مرمرة، تركيا. تقع على الساحل الشمالي من خليج إردك جنوب بحر مرمرة.